# 日本産業貯蓄銀行
株式会社日本産業貯蓄銀行（にほんさんぎょうちょちくぎんこう）は、かつて大阪府大阪市東区今橋2丁目に存在した貯蓄銀行。

## 概要
株式会社日本産業貯蓄銀行は1916年（大正5年）2月、日本産業合資会社の業務を継承し、当時施行の改正貯蓄銀行条例によって設立した。取締役・荒木善定、五百井菊次郎等は、庶民金融機関として発展させようと努めたが、資本金は僅かに5万円の微力なので到底一般の信用を博するに由なく損失が相継いで業務は振るわず、1923年（大正12年）、門脇孝一が入社して専務取締役となり、資本金を100万円に増加し、10年県建設計画を立て鳥取、島根2県下に多くの支店、出張所、取扱店等を置き預金利息の高率、外交員の宣伝勧誘等によって預金を吸収し、遂に預金者7万人、預金700万円を計上する。
日本産業貯蓄銀行専務門脇孝一、その妹婿で同行監査役兼山陰銀行専務森啓蔵らにかかる産貯行金横領、背任事件が発生。資産の運用その宜しきを得ず、貸出しは甚だ放漫に流れたため融通閉塞して預金の払戻を渋滞するに至った。
1933年（昭和8年）7月、大蔵省は産貯銀行に対し業務停止命令を発した。同年9月、大阪区裁判所において破産を宣告された。
その後建物は新井証券が取得し、新井ビルとして現存する。

## 役員

### 『日本全国諸会社役員録 第25回』
- 取締役（代表）・三木雄蔵[6]
- 取締役・五百井菊次郎、荒木善定、大久保隆助、長尾種三郎[6]
- 監査役・矢野丑乙、奈良重美[6]

### 『日本全国諸会社役員録 第35回』
- 専務取締役・門脇孝一、上田善次郎[7]
- 常務取締役・山根宏[7]
- 取締役・森田準一郎、武信謙治、眞先啓太郎、原秀[7]
- 監査役・森啓蔵、渡邊慶治、岡田平次郎[7]

### 『日本全国諸会社役員録 第38回』
- 専務取締役・門脇孝一[8]
- 常務取締役・山根宏[8]
- 取締役・谷口顕信、戸田文一郎[8]
- 監査役・森啓蔵[8]

### 『日本全国諸会社役員録 第41回』
- 専務取締役・門脇孝一[9]
- 取締役・谷口顕信、戸田文一郎[9]
- 監査役・森啓蔵[9]

## 支店・出張所
支店
- 米子支店 鳥取県米子市日野町[9]
- 倉吉支店 鳥取県東伯郡倉吉町[9]

出張所
- 松江出張所 島根県松江市八軒屋町[9]
- 安来出張所 島根県能義郡安来町[9]
- 境出張所 鳥取県西伯郡境町[9]
- 三朝出張所 鳥取県東伯郡三朝村[9]
- 立町出張所 鳥取県米子市立町二丁目[9]
- 鳥取出張所 鳥取市本町一丁目[9]

## 大株主氏名及持株数

### 『銀行会社要録 附・役員録 第31版』
- 門脇孝一 3036[10]
- 上田善次郎 3000[10]
- 小口重太郎 2000[10]
- 小口幸重 2000[10]
- 小口政衛 1500[10]